# Pavel Pestel
Pavel Ivanovitj Pestel (ryska Павел Иванович Пестель), född 24 juni 1793 i Moskva, död 13 juli 1826 i Sankt Petersburg, var en rysk dekabrist och son till Ivan Borisovitj Pestel (1765-1843).
Pestel fick sin uppfostran i Dresden, sedan i Pagekåren. Han deltog i det Fosterländska kriget 1812 mot Napoleon I och blev sårad vid Wilno; vid tillfrisknandet blev han rekryterad som adjutant till greve Pjotr Christianovitj Wittgenstein, utmärkte sig i slagen vid Leipzig, Bar-sur-Aube och vid Trois; senare bodde han hos greve Wittgenstein i Tultjin, varifrån han företog resor till Bessarabien för att samla information om grekernas missnöje med turkarna och för att förhandla med Moldaviens härskare (1821).
1822 överfördes Pestel i egenskap av överste till Vjatskij-regementet, som då befann sig i stor oreda, och inom ett år fick han ordning på det. Själva Alexander I sade efter att ha inspekterat regementet: "Utomordentligt, på pricken likt ett garde" och belönade Pestel med 3 000 hektar mark.
Från och med 1816 var Pestel med i olika frimurarsällskap och var sedermera en av grundarna av "Välgångsunionen" (1817), han hade till och med författat dess stadgar. Snart blev han verksam i "Södra hemliga sällskapet", där han snart blev sällskapets ledare tack vare sin intelligens, sina allsidiga kunskaper och tack vare att han besatt talets gåva (vilket hans samtida vittnar om nästan enhälligt). Tack vare sin vältalighet övertygade han 1825 det hemliga sällskapet i Sankt Petersburg att verka i samma anda.
Hans åsikter kom till uttryck i den av honom sammanställda "Russkaja Pravda" ("Ryska sanningen"); detta projekt som var skrivet i republikansk anda kan tillsammans med N. Muravjovs räknas som de viktigaste uttrycken för idéerna hos det hemliga sällskapet, även om inget av dessa var bindande för sällskapets medlemmar. Pestel själv, enligt vad Jakusjkin har berättat, hade vid sammanställningen av "Ryska sanningen" endast som mål att förbereda sig för sin verksamhet i riksduman (ry. земская дума). "Ryska sanningens" viktigaste sida var Pestels funderingar om Rysslands inre uppbyggnad, både den politiska och ekonomiska, vilka Nikolaj Turgenev kallade för "socialistiska idéer". Utredningskommissionen byggde upp sina anklagelser mot Pestel och vissa andra just på den "Ryska sanningen".
Av Pestels bevarade brev är det tydligt att han var ömmande och omtänksam gentemot sina föräldrar. Strax efter den 14/26 december 1825 blev han arresterad på väg till Tultjin och efter en 6 månader lång fängelsevistelse i Peter-Paulfästningen blev han dömd till hängning, dragning och fyrdelning, vilket verkställdes den 13/25 juli 1826, då han hängdes. Enligt en officers vittnesmål sade Pestel innan avrättningen följande profetialiknande ord: "Det man sår både måste och kommer så småningom att växa upp". En ganska medkännande beskrivning av Pestel finns i greve P.D. Kiseljovs "Anteckningar" från (1823). Ännu varmare är greve Wittgensteins eftermäle i "Ryska arkivet" (1870).